# 이모지

Noto 프로젝트가 개발한 웃는 얼굴 이모지

이모지(←미국 영어: emoji [ɪˈmoʊdʒi]←일본어: 絵文字 에모지[*])는 전자 메시지와 웹 페이지에서 사용되는 문자에 포함된 그림문자, 표어문자, 표의문자 또는 스마일리이다. 현대 이모지의 주요 기능은 문자로 된 대화에서 부족한 감정적 단서를 채우고 표어문자 체계의 일부로서 단어를 대체하는 것이다. 이모지는 표정, 활동, 음식과 음료, 축하, 국기, 물건, 기호, 장소, 날씨 유형, 동물, 자연 등 다양한 장르로 존재한다.
원래 그림문자를 의미하는 이모지라는 단어는 일본어로 그림을 뜻하는 絵 에[*]와 문자를 뜻하는 文字 모지[*]에서 유래했다. 영어 단어 이모션(emotion; 감정), 이모티콘(emoticon)과의 유사성은 순전히 우연의 일치이다. 최초의 이모지 세트는 1980년대 후반과 1990년대에 일본의 휴대용 전자 기기 회사들이 만들었다. 유니코드가 유니코드 표준에 이모지를 인코딩하기 시작한 2010년대에 이모지는 전 세계적으로 점점 더 인기를 얻게 되었다. 이제 이모지는 서구와 전 세계 대중문화의 큰 부분으로 간주된다. 2015년, 옥스퍼드 영어사전은 기쁨의 눈물을 흘리는 얼굴 이모지(😂)를 올해의 단어로 선정했다.

## 역사

### 이모티콘에서의 진화(1990년대)
이모지는 이모티콘보다 후에 등장했다. 이모티콘은 1982년 컴퓨터 과학자 스콧 팰만이 :-)와 :-(와 같은 텍스트 기반 기호가 언어를 대체할 수 있다고 제안했을 때 구현된 개념이다. 언어 대체에 관한 이론은 1960년대로 거슬러 올라갈 수 있는데, 러시아 소설가이자 교수인 블라디미르 나보코프가 《뉴욕 타임스》와의 인터뷰에서 다음과 같이 말했다. "나는 종종 미소를 위한 특별한 인쇄상의 기호가 존재해야 한다고 생각한다 — 일종의 오목한 표시, 누운 둥근 괄호 같은 것."이 개념은 일본, 미국, 유럽 기업들이 팔만의 아이디어를 발전시키기 시작한 1990년대까지 주류가 되지 않았다. 메리 칼란지스와 빌 코프는 일리노이 대학교의 학생이었던 브루스 파렐로가 1972년에 최초의 이러닝 시스템인 PLATO IV에 유사한 상징 체계를 통합했다고 지적한다. PLATO 시스템은 주류로 간주되지 않았기 때문에 파렐로의 그림문자는 소수의 사람들만 사용했다. 스콧 팰만의 이모티콘은 중요하게도 일반적인 알파벳 기호를 사용했으며 감정을 표현하기 위해 언어/텍스트를 대체하는 것을 목표로 했고, 그런 이유로 이모티콘의 실제 기원으로 간주된다.
최초의 이모지는 정의의 차이와 초기 문서화의 부실함으로 인해 논쟁의 대상이다. 이전에는 1999년에 도코모가 최초의 이모지 세트를 가지고 있다고 널리 여겨졌지만, 2019년 이모지피디아 블로그 글에서 소프트뱅크의 이전 1997년 세트가 조명을 받았다. 더 최근인 2024년에는 샤프 코퍼레이션과 NEC에 의해 1990년대 초반의 휴대용 기기에서 더 이른 이모지 세트가 발견되었으며, 1988년 샤프 PA-8500은 오늘날의 이모지 키보드를 반영하는 가장 오래된 알려진 이모지 세트로 정의될 수 있는 것을 탑재하고 있었다.

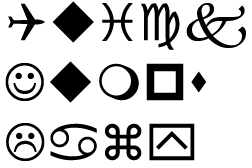
웨이브와 찡그린 얼굴을 포함한 윙딩체 아이콘

찰스 비글로와 크리스 홈즈가 발명한 폰트인 윙딩체는 1990년 마이크로소프트가 출시했다. 이 폰트는 서식 있는 텍스트 메시지에서 그림문자를 보내는 데 사용할 수 있었지만, 윙딩체 글꼴이 설치된 기기에서만 로드될 수 있었다. 1995년, 프랑스 신문 《르 몽드》는 알카텔이 BC 600이라는 새로운 전화기를 출시할 것이라고 발표했다. 환영 화면에는 디지털 스마일리 얼굴이 표시되어 당시 다른 기기에서 흔히 볼 수 있었던 "환영 메시지"의 일부로 보이는 일반적인 텍스트를 대체했다. 1997년, 소프트뱅크의 J-폰 부문은 90개의 이모지 세트를 포함한 스카이워커 DP-211SW를 출시했다. 각각 12 x 12 픽셀로 측정되는 디자인은 단색이었으며, 숫자, 스포츠, 시간, 달의 위상, 날씨를 묘사했다. 특히 똥 더미 이모지를 포함하고 있었다. J-폰 모델은 판매량이 저조했으며, 따라서 이모지 세트는 거의 사용되지 않았다.
1999년, 구리타 시게타카는 NTT 도코모의 i-모드의 일부로 176개의 이모지를 만들었으며, 모바일 플랫폼에서 사용되었다. 이 이모지는 전자 통신을 용이하게 하고 다른 서비스와 구별되는 특징으로 기능하기 위해 만들어졌다. 그 영향력 때문에, 구리타의 디자인이 한때 최초의 휴대폰 이모지라고 주장되었다. 그러나 구리타는 이것이 사실이 아니라고 부인했다. 인터뷰에 따르면, 그는 캐릭터가 종종 만푸라고 불리는 상징적 표현(예를 들어 얼굴의 물방울은 긴장이나 혼란을 나타냄)으로 그려지는 일본 만화와 특정 시간의 날씨 상태를 묘사하는 데 사용되는 날씨 픽토그램에서 영감을 얻었다. 그는 또한 한자와 도로 표지판 픽토그램에서도 영감을 얻었다. 도코모 i-모드 세트는 만화와 애니메이션에서 흔히 볼 수 있는 일본 시각적 스타일에서 파생된 스마일리 페이스와 같은 표정이 있으며, 가오모지와 스마일리 요소와 결합되어 있다. 구리타의 작품은 뉴욕 근대미술관에 전시되어 있다.
구리타의 이모지는 밝은 색상이었지만, 글리프당 단일 색상이었다. 스포츠, 행동, 날씨와 같은 일반 용도의 이모지는 구리타의 이모지 세트로 쉽게 그 기원을 찾을 수 있다. 주목할 만한 점은 이 세트에서 감정을 보여주는 픽토그램이 없었다는 것이다. 현재 사용되는 노란 얼굴 이모지는 다른 이모티콘 세트에서 진화했으며 구리타의 작품에서는 찾아볼 수 없다. 구리타 세트에는 또한 J-폰과 매우 유사한 일반적인 이미지가 있었다. 1990년대의 다른 곳에서는 노키아 폰이 문자 메시징 앱에 "스마일리와 기호"라고 정의한 미리 설정된 픽토그램을 포함하기 시작했다. 세 번째 주목할 만한 이모지 세트는 일본 휴대폰 브랜드인 KDDI의 au에 의해 도입되었다.

### 이모지 세트의 발전(2000년~2007년)
일본의 기본 12 x 12 픽셀 이모지는 다음 10년 동안 다양한 플랫폼에서 인기를 얻었다. 이 시기 동안 일본에서 이모지 채택률이 높았지만, 경쟁업체들은 국가 내 모든 플랫폼에서 사용할 통일된 이모지 세트를 만들기 위해 협력하지 못했다.

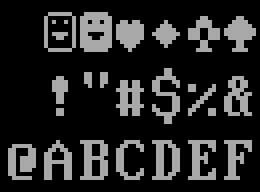
DOS 코드 페이지 437의 스마일리 얼굴

유니코드 컨소시엄과 ISO/IEC JTC 1/SC 2가 관리하는 국제 문자 세트(유니코드)은 1993년부터 텍스트 표현을 위한 국제 표준(ISO/IEC 10646)으로 이미 확립되어 있었지만, 일본에서는 Shift JIS의 변형이 여전히 비교적 흔했다. 유니코드는 DOS 코드 페이지 437, ITC 자프 딩뱃, 또는 워드퍼펙트 아이코닉 심볼 세트와 같은 북미 또는 서유럽 소스에서 온 것들을 포함하여 나중에 이모지로 분류될 몇몇 문자들을 포함했다. 유니코드의 문자 적용 범위는 2000년대 동안 새로운 판으로 여러 번 확장되었지만, 일본 휴대폰 이모지 세트를 통합하는 데는 관심이 거의 없었으며(범위 밖으로 간주됨), 나중에 이모지로 분류될 기호 문자들은 계속 추가되었다. 예를 들어, 유니코드 4.0은 방향 화살표, 경고 삼각형, 배출 버튼을 포함한 16개의 새로운 이모지를 포함했다. 자프 딩뱃 외에도, 윙딩체나 웹딩체와 같은 다른 딩뱃 글꼴들도 자체 커스텀 파이 폰트 인코딩에 추가적인 그림 기호를 포함했다; 그러나 자프 딩뱃과 달리, 이들 중 대다수는 2014년까지 유니코드 이모지로 사용할 수 없었다.
니콜라스 루프라니는 1999년에 그가 만든 471개의 스마일리를 등록하기 위해 미국 저작권청에 신청했다. 그 직후 그는 당시 가장 많은 수의 스마일리를 호스팅했을 뿐만 아니라 이를 분류한 스마일리 사전을 만들었다. 이 데스크톱 플랫폼은 이메일을 보내거나 데스크톱 컴퓨터에서 글을 쓸 때 사람들이 텍스트로 스마일리를 삽입할 수 있도록 하는 것을 목표로 했다. 2003년까지 887개의 스마일리와 640개의 아스키 감정으로 증가했다.
스마일리 툴바는 다양한 기호와 스마일리를 제공했으며 MSN 메신저와 같은 플랫폼에서 사용되었다. 당시 세계 최대 통신 회사 중 하나였던 노키아는 2001년에도 오늘날의 이모지 세트를 스마일리라고 불렀다. 디지털 스마일리 운동은 스마일리 컴퍼니의 CEO인 니콜라스 루프라니가 주도했다. 그는 2000년대 초반 smileydictionary.com에서 이모지로 보낼 수 있는 스마일리 툴바를 만들었다. 이후 2년 동안 스마일리 사전은 포럼과 온라인 인스턴트 메시징 플랫폼을 위한 선택적 플러그인이 되었다. 경쟁자들이 있었지만 스마일리 사전이 가장 인기 있었다. MSN 메신저와 같은 플랫폼은 2001년부터 사용자 정의를 허용했으며, 많은 사용자들이 메시지에서 텍스트로 사용할 이모티콘을 가져왔다. 이러한 이모티콘은 결국 현대의 이모지가 되었다. MSN 메신저와 블랙베리가 이러한 비공식 세트의 인기를 알아차리고 2003년 말부터 자체 세트를 출시할 때까지 이러한 일은 없었다.

### 유니코드 이모지의 시작(2007년~2014년)

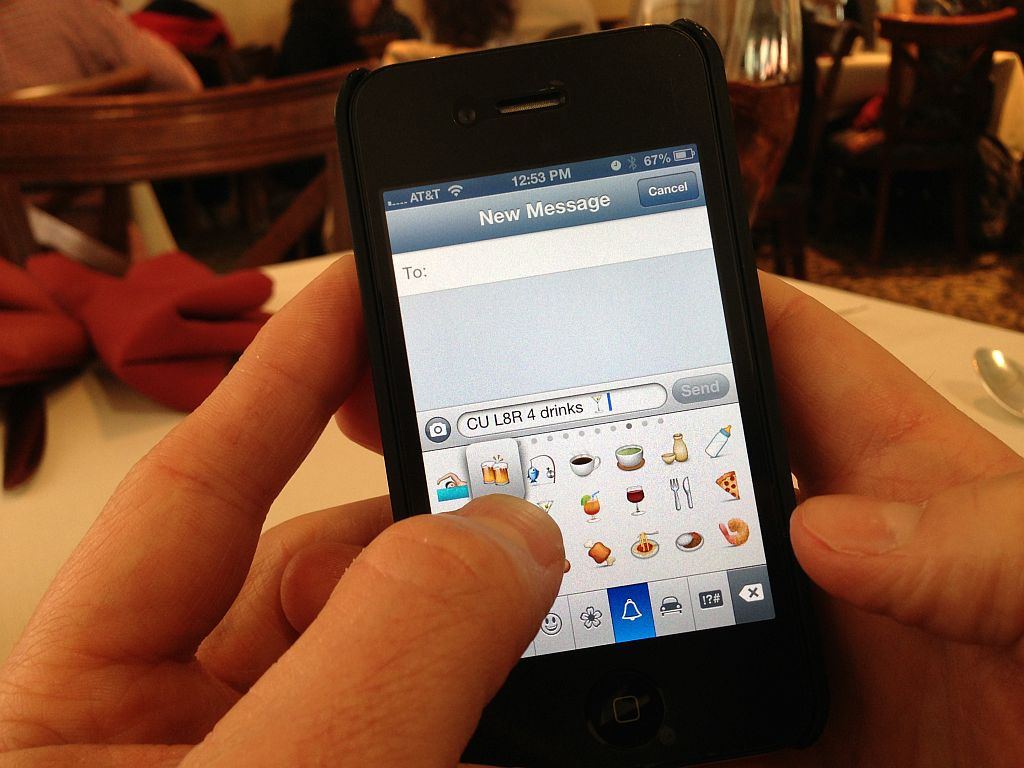
2013년, 문자 메시지에 이모지가 추가되는 모습

1977년 "I Love New York" 광고 캠페인에서 영어 문장의 일부로 사용된 하트 기호의 초기 사례

이모지에 처음 주목한 미국 회사는 2007년의 구글이었다. 2007년 8월, 마크 데이비스와 그의 동료 캣 모모이, 마커스 셰러로 구성된 팀이 이모지를 표준화하기 위한 시도로 유니코드 기술 위원회(UTC)에 청원하기 시작했다. 이전에 이모지가 유니코드의 범위를 벗어난다고 판단했던 UTC는 점점 더 널리 퍼지고 있는 일본 휴대전화 통신사 형식과의 호환성을 가능하게 하기 위해 범위를 확대하기로 결정했다. 피터 에드버그와 키다 야스오가 애플에서 곧 이 공동 노력에 합류했으며, 그들의 공식 UTC 제안은 625개의 새로운 이모지 문자와 함께 2009년 1월에 이루어졌다. 유니코드는 2010년에 이 제안을 수락했다.
표준 유니코드 코드 포인트가 할당되기 전에, 구글과 애플은 개인 사용 영역 체계를 통해 이모지 지원을 구현했다. 구글은 2008년 10월 KDDI의 au와 협력하여 지메일에 이모지를 처음 도입했고, 애플은 2008년 11월 21일 아이폰 OS에 애플 컬러 이모지의 첫 번째 릴리스를 도입했다. 초기에 애플의 이모지 지원은 소프트뱅크 SIM 카드 소지자를 위해 구현되었다; 이모지 자체는 소프트뱅크의 개인 사용 영역 체계를 사용하여 표현되었으며 대부분 소프트뱅크 디자인과 유사했다. 지메일 이모지는 보조 개인 사용 평면에서 자체 개인 사용 영역 체계를 사용했다.
별도로, 2008년에 일본의 방송에 사용되는 ARIB 확장 문자를 유니코드에 추가하는 제안이 제출되었다. 여기에는 몇 가지 그림 기호가 포함되었다. 이들은 휴대폰 이모지 세트가 완전히 추가되기 1년 전인 2009년 유니코드 5.2에 추가되었다; 이에는 휴대폰 이모지 중에도 나타나거나 이후에 이모지로 분류된 여러 문자들이 포함된다.
미국의 아이폰 사용자들이 일본 앱을 다운로드하면 이모지 키보드에 접근할 수 있다는 것을 발견한 후, 일본을 넘어 이모지 키보드의 가용성을 확장하라는 압력이 커졌다. 설정 앱을 변경하여 이모지 키보드에 접근할 수 있게 해주는 iOS용 이모지 애플리케이션은 2010년 2월 조시 게어에 의해 만들어졌다. 게어의 이모지 앱이 존재하기 전에, 애플은 iOS 버전 2.2에서 이모지 키보드를 일본에서만 사용할 수 있도록 제한했다.
2009년 내내 유니코드 컨소시엄과 여러 국가의 국가 표준화 기관들은 이모지의 국제 표준화에 대한 피드백을 제공하고 변경을 제안했다. 미국, 유럽, 일본의 다양한 기관들의 피드백은 표준 세트로 722개의 이모지에 동의했고, 2010년 10월 유니코드 6.0에서 출시될 예정이었다. 애플은 2011년 iOS 버전 5.0에서 일본 외부의 사용자들에게 이모지 키보드를 제공했다. 이후, 유니코드 7.0(2014년 6월)은 웹딩체와 윙딩체 글꼴의 문자 레퍼토리를 유니코드에 추가하여 약 250개의 유니코드 이모지가 추가되었다.
2014년 또는 그 이전에 코드 포인트가 할당된 유니코드 이모지는 따라서 여러 소스에서 가져온 것이다. 하나의 문자가 여러 소스에 존재할 수 있었고, 소스의 문자는 적절한 경우 기존 문자와 통합되었다. 예를 들어, ARIB 소스의 "샤워" 날씨 기호(☔️)는 국규 9566 호환성을 위해 추가된 기존의 빗방울이 있는 우산 문자와 통합되었다. 세 일본 통신사 모두에서 "비"("雨", 아메)라고 명명된 이모지 문자는 차례로 ARIB 문자와 통합되었다. 그러나 유니코드 컨소시엄은 이모지의 가장 중요한 소스를 네 가지 범주로 분류한다.
| 소스 카테고리  | 약어        | 유니코드 버전(연도) | 포함 소스                          | 예시                  |
| -------------- | ----------- | ------------------- | ---------------------------------- | --------------------- |
| 자프 딩뱃      | ZDings, z   | 1.0(1991)           | ITC 자프 딩뱃 시리즈 100           | ❣️ (U+2763 ← 0xA3)    |
| ARIB           | ARIB, a     | 5.2(2008)           | ARIB STD-B24 볼륨 1 확장 Shift JIS | ⛩️ (U+26E9 ← 0xEE4B)  |
| 일본 통신사    | JCarrier, j | 6.0(2010)           | NTT 도코모 모바일 Shift JIS        | 🎠 (U+1F3A0 ← 0xF8DA) |
| 일본 통신사    | JCarrier, j | 6.0(2010)           | au by KDDI 모바일 Shift JIS        | 📌 (U+1F4CC ← 0xF78A) |
| 일본 통신사    | JCarrier, j | 6.0(2010)           | 소프트뱅크 3G 모바일 Shift JIS     | 💒 (U+1F492 ← 0xFB7D) |
| 윙딩체, 웹딩체 | WDings, w   | 7.0(2014)           | 웹딩체                             | 🛳️ (U+1F6F3 ← 0x54)   |
| 윙딩체, 웹딩체 | WDings, w   | 7.0(2014)           | 윙딩체                             | 🏵️ (U+1F3F5 ← 0x7B)   |
| 윙딩체, 웹딩체 | WDings, w   | 7.0(2014)           | 윙딩2체                            | 🖍️ (U+1F58D ← 0x24)   |
| 윙딩체, 웹딩체 | WDings, w   | 7.0(2014)           | 윙딩3체                            | ▶️ (U+25B6 ← 0x75)    |

### UTS #51과 현대 이모지(2015년~현재)
2014년 말, 유니코드 기술 위원회는 "유니코드 이모지"라는 제목의 제안된 유니코드 기술 보고서(UTR)에 대한 피드백을 구하는 공개 검토 문제를 만들었다. 이는 공급업체 간 이모지의 상호 운용성을 향상시키고 여러 피부톤을 지원하는 수단을 정의하기 위한 것이었다. 피드백 기간은 2015년 1월에 종료되었다. 또한 2015년 1월, 가족의 다양한 구성과 같은 원자적 코드 포인트 없이 이모지를 구현하는 수단으로, 이모지 시퀀스가 단일 등가 글리프(합자와 유사)로 표시될 수 있음을 나타내는 폭 없는 접합자의 사용이 "이모지 임시 위원회" 내에서 논의되었다.
유니코드 8.0(2015년 6월)은 크리켓 배트와 같은 스포츠 장비 품목, 타코와 같은 음식 품목, 새로운 표정, 그리고 예배 장소를 위한 기호뿐만 아니라, 황도대의 상징적 표현보다는 그림적 표현을 개선하기 위한 다섯 개의 문자(게, 전갈, 사자 얼굴, 활과 화살, 암포라)를 포함한 41개의 이모지를 추가했다.
또한 2015년 6월, 유니코드 이모지 보고서의 첫 번째 승인 버전("이모지 1.0")이 유니코드 기술 보고서 #51(UTR #51)로 발표되었다. 이는 피부톤 지시자 메커니즘, 어떤 유니코드 문자가 이모지로 간주되어야 하는지에 대한 최초의 공식 권장 사항, 변형 선택자가 없는 경우 어떤 문자가 이모지 폰트로 표시되어야 하는지에 대한 최초의 공식 권장 사항을 도입했으며, 기존 공급업체가 구현한 가족과 커플을 위한 제로 폭 조인어 시퀀스를 나열했다. UTR #51의 유지 관리, 이모지 요청 수용, 이모지 문자와 이모지 메커니즘에 대한 제안 생성은 유니코드 기술 위원회의 소위원회로 운영되는 유니코드 이모지 소위원회(ESC)의 책임이 되었다.

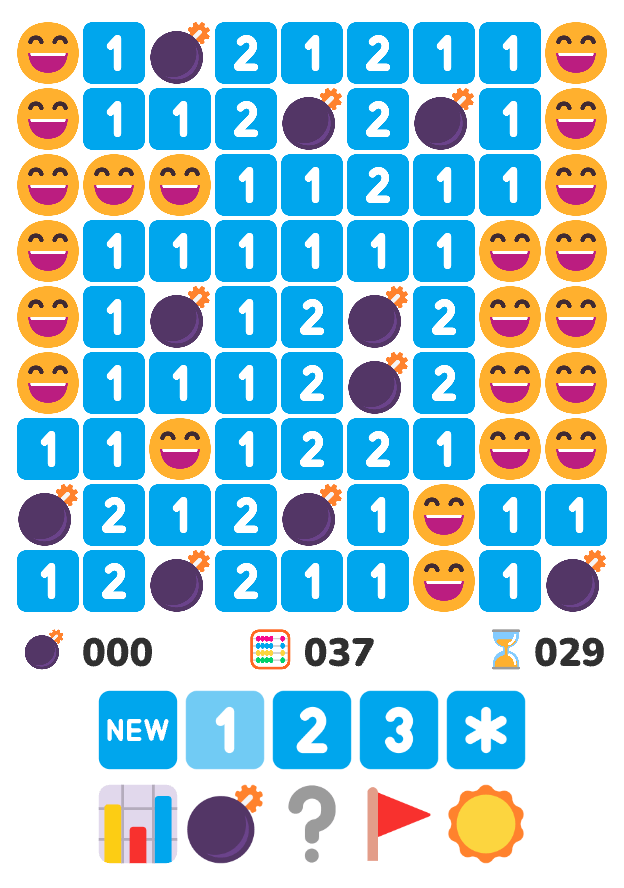
이모지를 사용한 지뢰 찾기 온라인 버전

2017년 5월 유니코드 10.0과 함께 버전 5.0이 출시되면서, UTR #51은 유니코드 기술 표준(UTS #51)으로 재지정되어 독립적인 사양이 되었다. 2017년 7월 기준으로 2,666개의 유니코드 이모지가 나열되었다. 다음 버전의 UTS #51(2018년 5월 발표)은 유니코드 표준의 해당 버전과 주요 버전 번호를 동기화하기 위해 버전 번호를 이모지 11.0으로 건너뛰었다. 이모지의 인기로 인해 다양한 문화의 요구를 충족시키기 위해 유니코드 표준에 추가 디자인을 추가하라는 공급업체와 국제 시장의 압력이 발생했다. 현재 이모지로 정의된 일부 문자는 야후와 MSN 메신저를 비롯하여 일본에서만 사용된 것이 아닌 다양한 유니코드 이전 메신저 시스템에서 상속되었다. 이모지 표준화에 대한 기업의 요구는 유니코드 컨소시엄에 압력을 가했으며, 일부 회원들은 이모지가 소수 언어에 사용되는 문자 표준화와 역사적 기록 전사에 대한 그룹의 전통적인 초점을 앞질렀다고 불평했다. 반대로, 컨소시엄은 이모지 지원에 대한 대중의 욕구가 공급업체들에게 유니코드 지원을 개선하라는 압력을 가했다고 생각했는데, 이는 특히 다국어 기본 평면 외부의 문자에 대해 그러하여, 배포된 소프트웨어에서 유니코드의 역사적이고 소수 스크립트에 대한 더 나은 지원으로 이어졌다.
2022년, 유니코드 컨소시엄은 카테고리의 낮은 사용률과 새로운 국기를 추가하는 것이 "다른 국기들을 희생시켜 배타성을 만든다"는 이유로 국기 이모지 제안 수락을 중단하기로 결정했다. 컨소시엄은 제안이 필요 없이 국가가 ISO 3166-1 표준의 일부가 될 때 새로운 국기 이모지가 여전히 추가될 것이라고 밝혔다.

### 문화적 영향
옥스포드 영어사전은 U+1F602 😂 기쁨의 눈물을 흘리는 얼굴을 2015년 올해의 단어로 선정했다. 옥스포드는 2015년에 "이모지"라는 단어의 사용이 크게 증가했으며 대중문화에 미치는 영향을 인정했다. 옥스포드 영어사전 회장 캐스퍼 그라스월은 "전통적인 알파벳 스크립트가 21세기 통신의 신속하고 시각적으로 집중된 요구를 충족시키는 데 어려움을 겪고 있다. 이모지와 같은 그림 문자 스크립트가 그 간극을 메우기 위해 등장한 것은 놀라운 일이 아니다 - 이는 유연하고, 즉각적이며, 어조를 아름답게 불어넣는다"고 표현했다. 스위프트키는 "기쁨의 눈물을 흘리는 얼굴"이 전 세계에서 가장 인기 있는 이모지임을 확인했다. 미국 방언 학회는 올해의 단어 투표에서 U+1F346 🍆 가지를 2015년의 "가장 주목할 만한 이모지"로 선언했다. 2015년의 한 보고서에 따르면, 캐나다에서는 똥 이모지 💩가 독점 키보드 애플리케이션 사용자들 사이에서 가장 인기가 높았다.
일부 이모지는 일본 문화에 특화되어 있다. 예를 들어 깊이 절하는 회사원(U+1F647 🙇 깊이 절하는 사람), 초보 운전자를 나타내는 데 사용되는 초심자 마크(U+1F530 🔰 일본의 초심자 기호), "훌륭한 숙제"를 나타내는 데 사용되는 하얀 꽃(U+1F4AE 💮 하얀 꽃), 또는 인기 있는 음식을 나타내는 이모지 그룹: 라멘(U+1F35C 🍜 김이 나는 그릇), 당고(U+1F361 🍡 당고), 오니기리(U+1F359 🍙 주먹밥), 카레라이스(U+1F35B 🍛 카레와 밥), 스시(U+1F363 🍣 스시)가 있다. 유니코드 컨소시엄 창립자 마크 데이비스는 이모지의 사용을 발전하는 언어에 비유했으며, 특히 미국인들이 가지(U+1F346 🍆 가지)를 남성 성기를 나타내는 데 사용하는 것을 언급했다. 일부 언어학자들은 이모지와 이모티콘을 담화 표지로 분류했다.

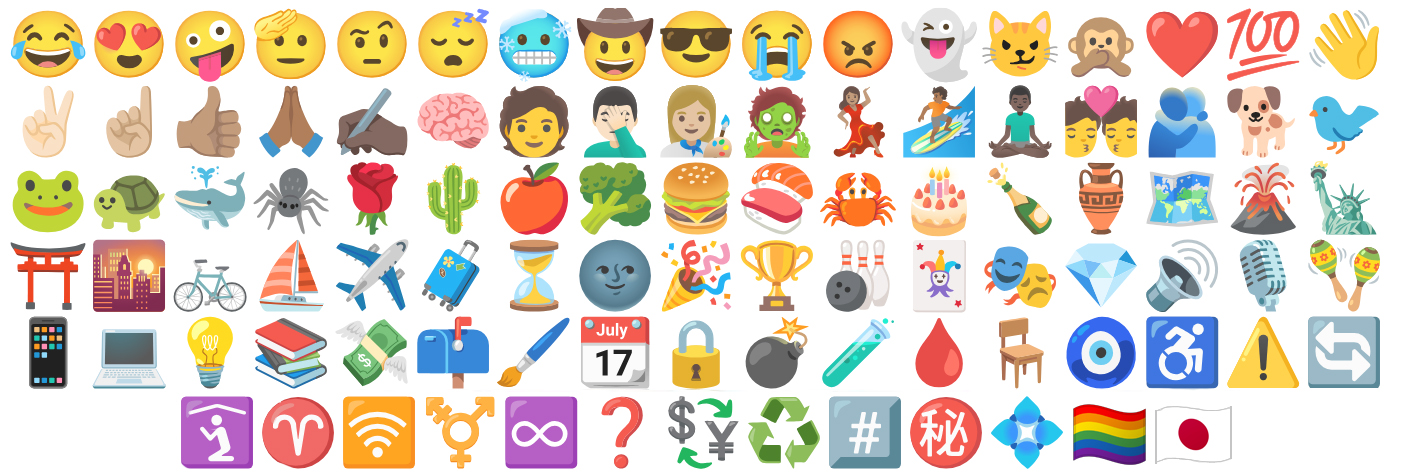
2024년 기준 구글의 노토 컬러 이모지 세트에 나타나는 다양한 이모지

2015년 12월, 이모지의 감정 분석이 발표되었고, 이모지 감정 랭킹 1.0이 제공되었다. 2016년, 이모지에 관한 뮤지컬이 로스앤젤레스에서 초연되었다. 애니메이션 《이모티: 더 무비》는 2017년 여름에 개봉되었다.
2017년 1월, 이모지 사용에 관한 것으로 믿어지는 최초의 대규모 연구에서, 미시간 대학교의 연구자들은 키카 이모지 키보드를 통해 입력된 12억 개 이상의 메시지를 분석하고 기쁨의 눈물을 흘리는 얼굴이 가장 인기 있는 이모지라고 발표했다. 하트와 하트 눈 이모지가 각각 2위와 3위를 차지했다. 이 연구는 또한 프랑스인들이 하트 이모지를 가장 많이 사용한다는 것을 발견했다. 호주, 프랑스, 체코 공화국과 같은 국가의 사람들은 더 많은 행복한 이모지를 사용했지만, 절제와 자기 규율로 알려진 문화적 중심지인 터키, 프랑스, 러시아와 비교하여 멕시코, 콜롬비아, 칠레, 아르헨티나와 같은 국가의 사람들은 더 많은 부정적인 이모지를 사용했다.
법률 전문가들 사이에서 이모지가 법정 재판에서 증거로 인정될 수 있는지에 대한 논의가 있었다. 또한, 이모지가 계속해서 기호의 "언어"로 발전하고 성장함에 따라 이모지 "방언"의 형성 가능성도 있을 수 있다. 이모지는 단순히 반응과 감정을 보여주는 것 이상으로 사용되고 있다. 스냅챗은 각 이모지가 복잡한 의미를 보여주는 트로피 및 친구 시스템에 이모지를 통합했다. 이모지는 또한 구문과 도치에 따라 다른 의미를 전달할 수 있다. 예를 들어, '요정 댓글'은 문장의 단어 사이에 하트, 별, 요정 이모지를 배치하는 것을 포함한다. 이러한 댓글은 종종 하트와 관련된 의미를 도치시키며 '공격의 경계를 넘나드는' 데 사용될 수 있다.

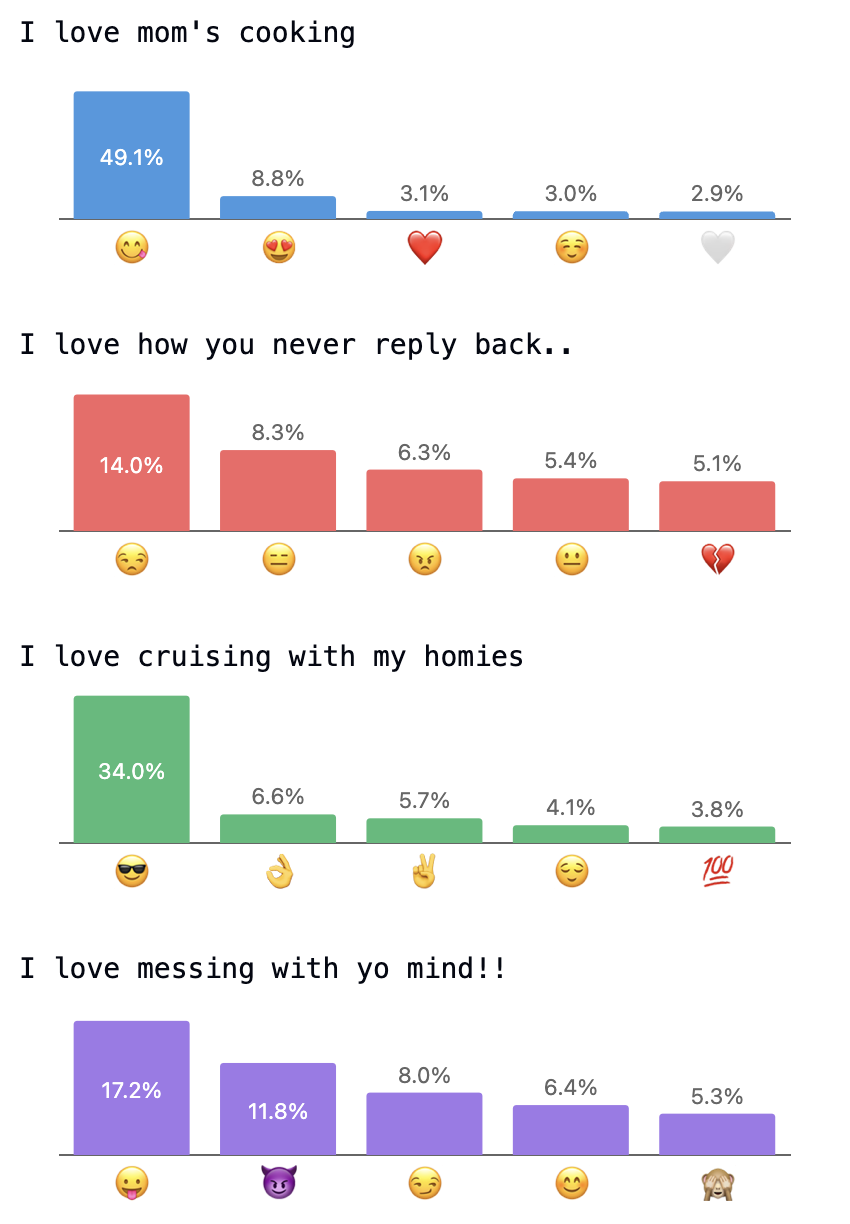
딥모지 모델에 의해 생성된 이모지 확률 분포 샘플

2017년, MIT 미디어 랩은 2013년부터 2017년까지의 트위터 데이터에서 12억 건의 이모지 발생을 학습한 딥 뉴럴 네트워크 감정 분석 알고리즘인 딥모지를 발표했다. 딥모지는 트윗 및 기타 온라인 통신 모드에서 사캐즘을 올바르게 식별하는 데 있어 인간 피실험자보다 더 우수한 성능을 보이는 것으로 나타났다.

## 이모지의 언어학적 기능
언어학적으로 이모지는 감정 상태를 나타내는 데 사용된다; 이모지는 긍정적인 소통에서 더 많이 사용되는 경향이 있다. 일부 연구자들은 이모지가 시각적 레토릭으로 사용될 수 있다고 믿는다. 이모지는 메시지에서 감정적 톤을 설정하는 데 사용될 수 있다. 이모지는 자체적인 의미를 갖지 않고 텍스트에 의미를 추가하는 준언어로 작용하는 경향이 있다. 이모지는 텍스트에 명확성과 신뢰성을 더할 수 있다.
사회언어학적으로, 이모지의 사용은 화자와 상황에 따라 다르다. 여성은 남성보다 이모지를 더 많이 사용한다. 남성은 더 다양한 종류의 이모지를 사용한다. 여성은 사적인 소통보다 공적인 소통에서 이모지를 사용할 가능성이 더 높다. 외향성과 친화성은 이모지 사용과 긍정적인 상관관계가 있다; 신경증은 부정적인 상관관계가 있다. 이모지 사용은 문화에 따라 다르다. 호프스테드의 문화 차원 이론 측면에서의 연구에 따르면 권력 거리와 향락에 대한 관용이 높은 문화는 더 많은 부정적인 이모지를 사용한 반면, 불확실성 회피, 개인주의, 장기 지향성이 높은 문화는 더 많은 긍정적인 이모지를 사용한다. 6개국 사용자 경험 연구에 따르면 이모지 기반 척도(특히 스마일리의 사용)가 간단한 문화 간 설문 조사의 번역 및 구현과 관련된 과제를 완화할 수 있다.
이모지가 준언어로 작용함에 따라 이모지의 바이그램, 트라이그램, 쿼드그램에서 독특한 패턴이 나타난다. 그레첸 맥컬록과 로렌 가우네가 수행한 연구에 따르면 이모지의 가장 흔한 바이그램, 트라이그램, 쿼드그램은 동일한 이모지를 반복하는 것이다. 다른 언어와 달리 이모지는 자주 하나 뒤에 다른 하나가 반복되는 반면, 영어와 같은 언어에서는 단어가 서로 뒤에 반복되는 경우가 드물다. 예시로는 이모지에서 흔한 바이그램은 두 개의 웃으면서 우는 이모지이다. 반복되는 단어나 구문이 아니라 연속된 이모지의 사용은 일반적으로 표시된 이모지의 의미를 강조하는 것을 나타낸다. 따라서, 하나의 웃으면서 우는 이모지는 무언가가 재미있다는 것을 의미하고, 두 개는 정말 재미있다는 것을 나타내며, 세 개는 믿을 수 없을 정도로 재미있다는 것을 나타낼 수 있으며, 이와 같은 방식이다.

## 이모지 의사소통 문제
연구에 따르면 이모지는 종종 오해를 받는다. 어떤 경우에는 이러한 오해가 실제 이모지 디자인을 보는 사람이 어떻게 해석하는지와 관련이 있고, 다른 경우에는 보낸 이모지가 받는 쪽에서 같은 방식으로 표시되지 않는 것과 관련이 있다.
첫 번째 문제는 이모지의 문화적 또는 맥락적 해석과 관련이 있다. 작성자가 이모지를 선택할 때는 특정한 방식으로 생각하지만, 같은 문자가 수신자의 인식에서 같은 생각을 불러일으키지 않을 수 있다. 예를 들어, 중국 사람들은 이모지를 전복적으로 사용하는 체계를 개발하여 웃는 얼굴이 경멸적이고 조롱적이며 불쾌한 태도를 전달하는 의도로 보낼 수 있게 되었는데, 이모지 얼굴의 눈윤근(위쪽 눈 모서리 근처의 근육)이 움직이지 않고 구륜근(입 근처의 근육)이 조여지는 모습이 미소를 억누르는 신호로 여겨지기 때문이다.
두 번째 문제는 인코딩과 관련이 있다. 메시지 작성자가 목록에서 이모지를 선택할 때, 전송 중에는 일반적으로 비그래픽 방식으로 인코딩되며, 작성자와 독자가 기기에 같은 소프트웨어나 운영 체제를 사용하지 않으면 독자의 기기가 같은 이모지를 다른 방식으로 시각화할 수 있다. 예를 들어, 2020년 4월 영국 배우이자 진행자인 자밀라 자밀이 아이폰에서 손으로 입을 가린 얼굴 이모지(🤭)를 사용하여 코로나19 팬데믹 기간 동안 음식을 사러 가는 사람들에 대한 댓글의 일부로 트윗을 올렸다. 애플의 iOS에서는 이모지 표정이 중립적이고 사색적이었지만, 다른 플랫폼에서는 이모지가 킥킥거리는 얼굴로 표시되었다. 일부 팬들은 그가 가난한 사람들을 조롱한다고 생각했지만, 이는 그의 의도된 의미가 아니었다.
보훔 루르 대학교 독일학 연구소의 연구자들은 대부분의 사람들이 이모지가 단어를 직접 대체할 때 쉽게 이해할 수 있다는 것을 발견했다(예: '장미'라는 단어 대신 장미 이모지를 사용). 그러나 사람들이 이모지를 이해하는 데는 시간이 약 50퍼센트 더 오래 걸린다.

### 변형과 모호성
이모지 문자는 유니코드 사양에서 정의한 의미의 한계 내에서 플랫폼 간에 약간씩 다른데, 회사들이 아이디어와 객체의 예술적 표현을 제공하려고 노력했기 때문이다. 예를 들어, 애플의 전통을 따라 애플 제품의 달력 이모지는 항상 7월 17일을 표시하는데, 이는 2002년 애플이 macOS용 iCal 달력 애플리케이션을 발표한 날짜이다. 이로 인해 일부 애플 제품 사용자들은 처음에 7월 17일을 "세계 이모지의 날"이라고 별명을 붙였다. 다른 이모지 폰트들은 다른 날짜를 보여주거나 특정 날짜를 보여주지 않는다.
일부 애플 이모지는 소프트뱅크 표준과 매우 유사한데, 소프트뱅크가 아이폰이 출시된 최초의 일본 네트워크였기 때문이다. 예를 들어, U+1F483 💃 댄서는 애플과 소프트뱅크 표준에서는 여성이지만 다른 곳에서는 남성이거나 성 중립적이다.
기자들은 이모지의 모호성이 원래 글리프에 없던 문화별 의미를 갖게 허용했다고 지적했다. 예를 들어, U+1F485 💅 매니큐어는 영어권 커뮤니티에서 "무관심한 화려함"과 "미워하는 사람들을 무시하는 것부터 성취감까지 모든 것"을 의미하는 데 사용된다고 설명되어 왔다. 유니코드 매뉴얼은 때때로 객체의 보조 의미에 대한 주석을 제공하여 디자이너들이 이모지가 어떻게 사용될 수 있는지 안내하는데, 예를 들어 일부 사용자들이 U+1F4BA 💺 좌석이 "비행기, 기차 또는 극장의 예약석이나 티켓석"을 나타낼 것으로 기대할 수 있다고 주석을 단다.

### 논란의 이모지
일부 이모지는 인식된 의미 때문에 논란에 휘말렸다. 권총(U+1F52B 🔫 권총), 칼(U+1F5E1 🗡 단검), 폭탄(U+1F4A3 💣 폭탄) 이모지를 당국이 신빙성 있는 위협으로 간주하는 방식으로 사용한 후 여러 차례 체포와 구금이 뒤따랐다.
2016년 하계 올림픽을 앞두고 유니코드 컨소시엄은 메달과 핸드볼, 수구 같은 종목을 포함한 여러 올림픽 관련 이모지 추가 제안을 검토했다. 2015년 10월까지 이러한 후보 이모지에는 "소총"(U+1F946 🥆 소총)과 "근대 5종"(U+1F93B 🤻 근대 5종)이 포함되었다. 그러나 2016년 애플과 마이크로소프트가 이 두 이모지에 반대했고, 문자들은 이모지 표현 없이 추가되어 소프트웨어가 컬러가 아닌 흑백으로 렌더링할 것으로 예상되며, 화면 키보드 같은 이모지 전용 소프트웨어는 일반적으로 들어가지 않을 것이다. 또한 근대 5종 이모지의 원래 형태는 총을 겨누는 남자를 포함한 5개 종목을 묘사했지만, 최종 글리프는 말을 탄 사람과 모서리의 레이저 권총 표적을 포함한다.
2016년 8월 1일, 애플은 iOS 10에서 권총 이모지(U+1F52B 🔫 권총)가 사실적인 리볼버에서 물총으로 변경될 것이라고 발표했다. 반대로 다음 날 마이크로소프트는 윈도우 10 업데이트를 내놓아 오랫동안 장난감 광선총으로 묘사되던 권총 이모지를 실제 리볼버로 변경했다. 마이크로소프트는 글리프를 업계 표준 디자인과 고객 기대에 더 부합하도록 변경했다고 밝혔다. 2018년까지 구글, 마이크로소프트, 삼성, 페이스북, 트위터 같은 대부분의 주요 플랫폼들이 권총 이모지 렌더링을 애플의 물총 구현에 맞추어 전환했다. 애플의 사실적인 총에서 장난감 총으로의 묘사 변경은 이모지피디아의 편집자를 비롯한 여러 사람들에게 비판받았는데, 메시지가 발신자가 의도한 것과 다르게 수신자에게 나타날 수 있기 때문이었다. 인사이더의 롭 프라이스는 "다른 플랫폼 간의 심각한 오해"의 가능성을 만든다고 말하며, "애플 사용자가 구글 사용자에게 보낸 농담이 렌더링 차이 때문에 잘못 해석되면 어떻게 될까? 또는 구글 사용자가 애플 사용자에게 보낸 진짜 위협이 농담으로 받아들여져 신고되지 않으면 어떻게 될까?"라고 물었다.
가지 이모지(U+1F346 🍆 가지)도 남성기를 나타내는 데 사용되어 논란을 겪었다. 2014년 12월부터 #EggplantFridays 해시태그가 인스타그램에서 옷을 입거나 벗은 남성기가 등장하는 사진을 표시하는 데 사용되며 인기를 얻기 시작했다. 이것이 매우 인기 있는 트렌드가 되어 2015년 4월부터 인스타그램은 #EggplantFridays 태그뿐만 아니라 간단한 #eggplant와 #🍆를 포함한 다른 가지 관련 해시태그에 대한 검색 기능을 비활성화했다.
복숭아 이모지(U+1F351 🍑 복숭아)도 마찬가지로 엉덩이의 완곡한 아이콘으로 사용되어 왔으며, 2016년 이모지피디아 분석에 따르면 복숭아 이모지가 포함된 영어 트윗 중 실제 과일을 언급하는 것은 7퍼센트에 불과했다. 2016년 애플은 이모지가 엉덩이를 덜 닮도록 재디자인하려고 시도했다. 베타 테스트에서 격렬한 반발에 부딪혔고, 애플은 대중에게 공개될 때까지 결정을 번복했다.
2017년 12월 인도 델리의 한 변호사는 회사가 인도 형법 위반으로 "모욕적이고 음란하며 외설적인 제스처 사용을 직접 부추기고 있다"는 근거로 가운뎃손가락 이모지(U+1F595 🖕 중지를 세운 손등) 사용을 허용한다는 이유로 왓츠앱을 상대로 소송을 제기하겠다고 위협했다.

## 현재
유니코드 이모지는 새 유니코드 버전마다 문자와 세부 기술의 추가 및 수정이 이루어진다. 2021년 12월 현재 유니코드 14.0에 배정된 이모지의 문자 수는 3,633자이다.
유니코드에서 공식적으로 배정하지 않고 특정 시스템이나 서비스 내에서만 사용할 목적으로 사용하지 않는 문자 코드에 직접 제작한 이모지를 임의 배정하여 사용하는 경우도 있다.
이모지는 같은 문자라도 시스템이나 서비스에 따라 표시되는 형태가 조금씩 다르다. 또한 시스템에서 해당 문자를 지원하지 않을 경우 문자가 깨져 보이거나 본래 의미와 전혀 다른 문자가 표시될 수 있다.
유니코드 이모지 리스트에서 시스템별 이모지의 형태와 현재 시스템에서의 이모지 형태 및 지원 여부를 확인할 수 있다.

### 사용법
- 마이크로소프트 윈도우 10 레드스톤 버전 이상에서는 ⊞ Win+. 혹은 ⊞ Win+;을 누른다.
- Apple macOS에서는 Ctrl+⌘ Cmd+Space를 누른다.

## 유니코드 블록
유니코드 16.0은 총 3,790개의 이모지를 24개 블록에 걸쳐 1,431개의 문자로 지정하고 있다. 이 중 26개는 쌍을 이루어 국기 이모지를 형성하는 지역 표시자 기호이며, 12개(#, * 및 0-9)는 키캡 이모지 시퀀스의 기본 문자이다.

딩뱃(Dingbats) 블록의 192개 코드 포인트 중 33개가 이모지로 간주된다. 이모티콘(Emoticons) 블록의 80개 코드 포인트 모두가 이모지로 간주된다. 기타 기호(Miscellaneous Symbols) 블록의 256개 코드 포인트 중 83개가 이모지로 간주된다. 기타 기호 및 그림 문자(Miscellaneous Symbols and Pictographs) 블록의 768개 코드 포인트 중 637개가 이모지로 간주된다. 보조 기호 및 그림 문자(Supplemental Symbols and Pictographs) 블록의 256개 코드 포인트 중 242개가 이모지로 간주된다. 확장-A 기호 및 그림 문자(Symbols and Pictographs Extended-A) 블록의 114개 코드 포인트 모두가 이모지로 간주된다. 교통 및 지도 기호(Transport and Map Symbols) 블록의 118개 코드 포인트 중 105개가 이모지로 간주된다.
| 유니코드 단일 이모지 목록[1][2][3][4] | 유니코드 단일 이모지 목록[1][2][3][4] | 유니코드 단일 이모지 목록[1][2][3][4] | 유니코드 단일 이모지 목록[1][2][3][4] | 유니코드 단일 이모지 목록[1][2][3][4] | 유니코드 단일 이모지 목록[1][2][3][4] | 유니코드 단일 이모지 목록[1][2][3][4] | 유니코드 단일 이모지 목록[1][2][3][4] | 유니코드 단일 이모지 목록[1][2][3][4] | 유니코드 단일 이모지 목록[1][2][3][4] | 유니코드 단일 이모지 목록[1][2][3][4] | 유니코드 단일 이모지 목록[1][2][3][4] | 유니코드 단일 이모지 목록[1][2][3][4] | 유니코드 단일 이모지 목록[1][2][3][4] | 유니코드 단일 이모지 목록[1][2][3][4] | 유니코드 단일 이모지 목록[1][2][3][4] | 유니코드 단일 이모지 목록[1][2][3][4] |
| --- | ------------------------------------- | ------------------------------------- | ------------------------------------- | ------------------------------------- | ------------------------------------- | ------------------------------------- | ------------------------------------- | ------------------------------------- | ------------------------------------- | ------------------------------------- | ------------------------------------- | ------------------------------------- | ------------------------------------- | ------------------------------------- | ------------------------------------- | ------------------------------------- |
| | 0                                     | 1                                     | 2                                     | 3                                     | 4                                     | 5                                     | 6                                     | 7                                     | 8                                     | 9                                     | A                                     | B                                     | C                                     | D                                     | E                                     | F                                     |
| U+00Ax |                                       |                                       |                                       |                                       |                                       |                                       |                                       |                                       |                                       | ©️                                    |                                       |                                       |                                       |                                       | ®️                                    |                                       |
| U+203x |                                       |                                       |                                       |                                       |                                       |                                       |                                       |                                       |                                       |                                       |                                       |                                       | ‼️                                    |                                       |                                       |                                       |
| U+204x |                                       |                                       |                                       |                                       |                                       |                                       |                                       |                                       |                                       | ⁉️                                    |                                       |                                       |                                       |                                       |                                       |                                       |
| U+212x |                                       |                                       | ™️                                    |                                       |                                       |                                       |                                       |                                       |                                       |                                       |                                       |                                       |                                       |                                       |                                       |                                       |
| U+213x |                                       |                                       |                                       |                                       |                                       |                                       |                                       |                                       |                                       | ℹ️                                    |                                       |                                       |                                       |                                       |                                       |                                       |
| U+219x |                                       |                                       |                                       |                                       | ↔️                                    | ↕️                                    | ↖️                                    | ↗️                                    | ↘️                                    | ↙️                                    |                                       |                                       |                                       |                                       |                                       |                                       |
| U+21Ax |                                       |                                       |                                       |                                       |                                       |                                       |                                       |                                       |                                       | ↩️                                    | ↪️                                    |                                       |                                       |                                       |                                       |                                       |
| U+231x |                                       |                                       |                                       |                                       |                                       |                                       |                                       |                                       |                                       |                                       | ⌚️                                    | ⌛️                                    |                                       |                                       |                                       |                                       |
| U+232x |                                       |                                       |                                       |                                       |                                       |                                       |                                       |                                       | ⌨️                                    |                                       |                                       |                                       |                                       |                                       |                                       |                                       |
| U+23Cx |                                       |                                       |                                       |                                       |                                       |                                       |                                       |                                       |                                       |                                       |                                       |                                       |                                       |                                       |                                       | ⏏️                                    |
| U+23Ex |                                       |                                       |                                       |                                       |                                       |                                       |                                       |                                       |                                       | ⏩️                                    | ⏪️                                    | ⏫️                                    | ⏬️                                    | ⏭️                                    | ⏮️                                    | ⏯️                                    |
| U+23Fx | ⏰️                                    | ⏱️                                    | ⏲️                                    | ⏳️                                    |                                       |                                       |                                       |                                       | ⏸️                                    | ⏹️                                    | ⏺️                                    |                                       |                                       |                                       |                                       |                                       |
| U+24Cx |                                       |                                       | Ⓜ️                                    |                                       |                                       |                                       |                                       |                                       |                                       |                                       |                                       |                                       |                                       |                                       |                                       |                                       |
| U+25Ax |                                       |                                       |                                       |                                       |                                       |                                       |                                       |                                       |                                       |                                       | ▪️                                    | ▫️                                    |                                       |                                       |                                       |                                       |
| U+25Bx |                                       |                                       |                                       |                                       |                                       |                                       | ▶️                                    |                                       |                                       |                                       |                                       |                                       |                                       |                                       |                                       |                                       |
| U+25Cx | ◀️                                    |                                       |                                       |                                       |                                       |                                       |                                       |                                       |                                       |                                       |                                       |                                       |                                       |                                       |                                       |                                       |
| U+25Fx |                                       |                                       |                                       |                                       |                                       |                                       |                                       |                                       |                                       |                                       |                                       | ◻️                                    | ◼️                                    | ◽️                                    | ◾️                                    |                                       |
| U+260x | ☀️                                    | ☁️                                    | ☂️                                    | ☃️                                    | ☄️                                    |                                       |                                       |                                       |                                       |                                       |                                       |                                       |                                       |                                       | ☎️                                    |                                       |
| U+261x |                                       | ☑️                                    |                                       |                                       | ☔️                                    | ☕️                                    |                                       |                                       | ☘️                                    |                                       |                                       |                                       |                                       | ☝️                                    |                                       |                                       |
| U+262x | ☠️                                    |                                       | ☢️                                    | ☣️                                    |                                       |                                       | ☦️                                    |                                       |                                       |                                       | ☪️                                    |                                       |                                       |                                       | ☮️                                    | ☯️                                    |
| U+263x |                                       |                                       |                                       |                                       |                                       |                                       |                                       |                                       | ☸️                                    | ☹️                                    | ☺️                                    |                                       |                                       |                                       |                                       |                                       |
| U+264x | ♀️                                    |                                       | ♂️                                    |                                       |                                       |                                       |                                       |                                       | ♈️                                    | ♉️                                    | ♊️                                    | ♋️                                    | ♌️                                    | ♍️                                    | ♎️                                    | ♏️                                    |
| U+265x | ♐️                                    | ♑️                                    | ♒️                                    | ♓️                                    |                                       |                                       |                                       |                                       |                                       |                                       |                                       |                                       |                                       |                                       |                                       | ♟️                                    |
| U+266x | ♠️                                    |                                       |                                       | ♣️                                    |                                       | ♥️                                    | ♦️                                    |                                       | ♨️                                    |                                       |                                       |                                       |                                       |                                       |                                       |                                       |
| U+267x |                                       |                                       |                                       |                                       |                                       |                                       |                                       |                                       |                                       |                                       |                                       | ♻️                                    |                                       |                                       | ♾️                                    | ♿️                                    |
| U+269x |                                       |                                       | ⚒️                                    | ⚓️                                    | ⚔️                                    | ⚕️                                    | ⚖️                                    | ⚗️                                    |                                       | ⚙️                                    |                                       | ⚛️                                    | ⚜️                                    |                                       |                                       |                                       |
| U+26Ax | ⚠️                                    | ⚡️                                    |                                       |                                       |                                       |                                       |                                       | ⚧️                                    |                                       |                                       | ⚪️                                    | ⚫️                                    |                                       |                                       |                                       |                                       |
| U+26Bx | ⚰️                                    | ⚱️                                    |                                       |                                       |                                       |                                       |                                       |                                       |                                       |                                       |                                       |                                       |                                       | ⚽️                                    | ⚾️                                    |                                       |
| U+26Cx |                                       |                                       |                                       |                                       | ⛄️                                    | ⛅️                                    |                                       |                                       | ⛈️                                    |                                       |                                       |                                       |                                       |                                       | ⛎️                                    | ⛏️                                    |
| U+26Dx |                                       | ⛑️                                    |                                       | ⛓️                                    | ⛔️                                    |                                       |                                       |                                       |                                       |                                       |                                       |                                       |                                       |                                       |                                       |                                       |
| |                                       |                                       |                                       |                                       |                                       |                                       |                                       |                                       |                                       |                                       |                                       |                                       |                                       |                                       |                                       |                                       |
| | 0                                     | 1                                     | 2                                     | 3                                     | 4                                     | 5                                     | 6                                     | 7                                     | 8                                     | 9                                     | A                                     | B                                     | C                                     | D                                     | E                                     | F                                     |
| U+26Ex |                                       |                                       |                                       |                                       |                                       |                                       |                                       |                                       |                                       | ⛩️                                    | ⛪️                                    |                                       |                                       |                                       |                                       |                                       |
| U+26Fx | ⛰️                                    | ⛱️                                    | ⛲️                                    | ⛳️                                    | ⛴️                                    | ⛵️                                    |                                       | ⛷️                                    | ⛸️                                    | ⛹️                                    | ⛺️                                    |                                       |                                       | ⛽️                                    |                                       |                                       |
| U+270x |                                       |                                       | ✂️                                    |                                       |                                       | ✅️                                    |                                       |                                       | ✈️                                    | ✉️                                    | ✊️                                    | ✋️                                    | ✌️                                    | ✍️                                    |                                       | ✏️                                    |
| U+271x |                                       |                                       | ✒️                                    |                                       | ✔️                                    |                                       | ✖️                                    |                                       |                                       |                                       |                                       |                                       |                                       | ✝️                                    |                                       |                                       |
| U+272x |                                       | ✡️                                    |                                       |                                       |                                       |                                       |                                       |                                       | ✨️                                    |                                       |                                       |                                       |                                       |                                       |                                       |                                       |
| U+273x |                                       |                                       |                                       | ✳️                                    | ✴️                                    |                                       |                                       |                                       |                                       |                                       |                                       |                                       |                                       |                                       |                                       |                                       |
| U+274x |                                       |                                       |                                       |                                       | ❄️                                    |                                       |                                       | ❇️                                    |                                       |                                       |                                       |                                       | ❌️                                    |                                       | ❎️                                    |                                       |
| U+275x |                                       |                                       |                                       | ❓️                                    | ❔️                                    | ❕️                                    |                                       | ❗️                                    |                                       |                                       |                                       |                                       |                                       |                                       |                                       |                                       |
| U+276x |                                       |                                       |                                       | ❣️                                    | ❤️                                    |                                       |                                       |                                       |                                       |                                       |                                       |                                       |                                       |                                       |                                       |                                       |
| U+279x |                                       |                                       |                                       |                                       |                                       | ➕️                                    | ➖️                                    | ➗️                                    |                                       |                                       |                                       |                                       |                                       |                                       |                                       |                                       |
| U+27Ax |                                       | ➡️                                    |                                       |                                       |                                       |                                       |                                       |                                       |                                       |                                       |                                       |                                       |                                       |                                       |                                       |                                       |
| U+27Bx | ➰️                                    |                                       |                                       |                                       |                                       |                                       |                                       |                                       |                                       |                                       |                                       |                                       |                                       |                                       |                                       | ➿️                                    |
| U+293x |                                       |                                       |                                       |                                       | ⤴️                                    | ⤵️                                    |                                       |                                       |                                       |                                       |                                       |                                       |                                       |                                       |                                       |                                       |
| U+2B0x |                                       |                                       |                                       |                                       |                                       | ⬅️                                    | ⬆️                                    | ⬇️                                    |                                       |                                       |                                       |                                       |                                       |                                       |                                       |                                       |
| U+2B1x |                                       |                                       |                                       |                                       |                                       |                                       |                                       |                                       |                                       |                                       |                                       | ⬛️                                    | ⬜️                                    |                                       |                                       |                                       |
| U+2B5x | ⭐️                                    |                                       |                                       |                                       |                                       | ⭕️                                    |                                       |                                       |                                       |                                       |                                       |                                       |                                       |                                       |                                       |                                       |
| U+303x | 〰️                                    |                                       |                                       |                                       |                                       |                                       |                                       |                                       |                                       |                                       |                                       |                                       |                                       | 〽️                                    |                                       |                                       |
| U+329x |                                       |                                       |                                       |                                       |                                       |                                       |                                       | ㊗️                                    |                                       | ㊙️                                    |                                       |                                       |                                       |                                       |                                       |                                       |
| U+1F00x |                                       |                                       |                                       |                                       | 🀄                                    |                                       |                                       |                                       |                                       |                                       |                                       |                                       |                                       |                                       |                                       |                                       |
| U+1F0Cx |                                       |                                       |                                       |                                       |                                       |                                       |                                       |                                       |                                       |                                       |                                       |                                       |                                       |                                       |                                       | 🃏                                    |
| U+1F17x | 🅰️                                    | 🅱️                                    |                                       |                                       |                                       |                                       |                                       |                                       |                                       |                                       |                                       |                                       |                                       |                                       | 🅾️                                    | 🅿️                                    |
| U+1F18x |                                       |                                       |                                       |                                       |                                       |                                       |                                       |                                       |                                       |                                       |                                       |                                       |                                       |                                       | 🆎                                    |                                       |
| U+1F19x |                                       | 🆑                                    | 🆒                                    | 🆓                                    | 🆔                                    | 🆕                                    | 🆖                                    | 🆗                                    | 🆘                                    | 🆙                                    | 🆚                                    |                                       |                                       |                                       |                                       |                                       |
| U+1F20x |                                       | 🈁                                    | 🈂️                                    |                                       |                                       |                                       |                                       |                                       |                                       |                                       |                                       |                                       |                                       |                                       |                                       |                                       |
| U+1F21x |                                       |                                       |                                       |                                       |                                       |                                       |                                       |                                       |                                       |                                       | 🈚                                    |                                       |                                       |                                       |                                       |                                       |
| U+1F22x |                                       |                                       |                                       |                                       |                                       |                                       |                                       |                                       |                                       |                                       |                                       |                                       |                                       |                                       |                                       | 🈯                                    |
| U+1F23x |                                       |                                       | 🈲                                    | 🈳                                    | 🈴                                    | 🈵                                    | 🈶                                    | 🈷️                                    | 🈸                                    | 🈹                                    | 🈺                                    |                                       |                                       |                                       |                                       |                                       |
| U+1F25x | 🉐                                    | 🉑                                    |                                       |                                       |                                       |                                       |                                       |                                       |                                       |                                       |                                       |                                       |                                       |                                       |                                       |                                       |
| U+1F30x | 🌀                                    | 🌁                                    | 🌂                                    | 🌃                                    | 🌄                                    | 🌅                                    | 🌆                                    | 🌇                                    | 🌈                                    | 🌉                                    | 🌊                                    | 🌋                                    | 🌌                                    | 🌍                                    | 🌎                                    | 🌏                                    |
| U+1F31x | 🌐                                    | 🌑                                    | 🌒                                    | 🌓                                    | 🌔                                    | 🌕                                    | 🌖                                    | 🌗                                    | 🌘                                    | 🌙                                    | 🌚                                    | 🌛                                    | 🌜                                    | 🌝                                    | 🌞                                    | 🌟                                    |
| |                                       |                                       |                                       |                                       |                                       |                                       |                                       |                                       |                                       |                                       |                                       |                                       |                                       |                                       |                                       |                                       |
| | 0                                     | 1                                     | 2                                     | 3                                     | 4                                     | 5                                     | 6                                     | 7                                     | 8                                     | 9                                     | A                                     | B                                     | C                                     | D                                     | E                                     | F                                     |
| U+1F32x | 🌠                                    | 🌡️                                    |                                       |                                       | 🌤️                                    | 🌥️                                    | 🌦️                                    | 🌧️                                    | 🌨️                                    | 🌩️                                    | 🌪️                                    | 🌫️                                    | 🌬️                                    | 🌭                                    | 🌮                                    | 🌯                                    |
| U+1F33x | 🌰                                    | 🌱                                    | 🌲                                    | 🌳                                    | 🌴                                    | 🌵                                    | 🌶️                                    | 🌷                                    | 🌸                                    | 🌹                                    | 🌺                                    | 🌻                                    | 🌼                                    | 🌽                                    | 🌾                                    | 🌿                                    |
| U+1F34x | 🍀                                    | 🍁                                    | 🍂                                    | 🍃                                    | 🍄                                    | 🍅                                    | 🍆                                    | 🍇                                    | 🍈                                    | 🍉                                    | 🍊                                    | 🍋                                    | 🍌                                    | 🍍                                    | 🍎                                    | 🍏                                    |
| U+1F35x | 🍐                                    | 🍑                                    | 🍒                                    | 🍓                                    | 🍔                                    | 🍕                                    | 🍖                                    | 🍗                                    | 🍘                                    | 🍙                                    | 🍚                                    | 🍛                                    | 🍜                                    | 🍝                                    | 🍞                                    | 🍟                                    |
| U+1F36x | 🍠                                    | 🍡                                    | 🍢                                    | 🍣                                    | 🍤                                    | 🍥                                    | 🍦                                    | 🍧                                    | 🍨                                    | 🍩                                    | 🍪                                    | 🍫                                    | 🍬                                    | 🍭                                    | 🍮                                    | 🍯                                    |
| U+1F37x | 🍰                                    | 🍱                                    | 🍲                                    | 🍳                                    | 🍴                                    | 🍵                                    | 🍶                                    | 🍷                                    | 🍸                                    | 🍹                                    | 🍺                                    | 🍻                                    | 🍼                                    | 🍽️                                    | 🍾                                    | 🍿                                    |
| U+1F38x | 🎀                                    | 🎁                                    | 🎂                                    | 🎃                                    | 🎄                                    | 🎅                                    | 🎆                                    | 🎇                                    | 🎈                                    | 🎉                                    | 🎊                                    | 🎋                                    | 🎌                                    | 🎍                                    | 🎎                                    | 🎏                                    |
| U+1F39x | 🎐                                    | 🎑                                    | 🎒                                    | 🎓                                    |                                       |                                       | 🎖️                                    | 🎗️                                    |                                       | 🎙️                                    | 🎚️                                    | 🎛️                                    |                                       |                                       | 🎞️                                    | 🎟️                                    |
| U+1F3Ax | 🎠                                    | 🎡                                    | 🎢                                    | 🎣                                    | 🎤                                    | 🎥                                    | 🎦                                    | 🎧                                    | 🎨                                    | 🎩                                    | 🎪                                    | 🎫                                    | 🎬                                    | 🎭                                    | 🎮                                    | 🎯                                    |
| U+1F3Bx | 🎰                                    | 🎱                                    | 🎲                                    | 🎳                                    | 🎴                                    | 🎵                                    | 🎶                                    | 🎷                                    | 🎸                                    | 🎹                                    | 🎺                                    | 🎻                                    | 🎼                                    | 🎽                                    | 🎾                                    | 🎿                                    |
| U+1F3Cx | 🏀                                    | 🏁                                    | 🏂                                    | 🏃                                    | 🏄                                    | 🏅                                    | 🏆                                    | 🏇                                    | 🏈                                    | 🏉                                    | 🏊                                    | 🏋️                                    | 🏌️                                    | 🏍️                                    | 🏎️                                    | 🏏                                    |
| U+1F3Dx | 🏐                                    | 🏑                                    | 🏒                                    | 🏓                                    | 🏔️                                    | 🏕️                                    | 🏖️                                    | 🏗️                                    | 🏘️                                    | 🏙️                                    | 🏚️                                    | 🏛️                                    | 🏜️                                    | 🏝️                                    | 🏞️                                    | 🏟️                                    |
| U+1F3Ex | 🏠                                    | 🏡                                    | 🏢                                    | 🏣                                    | 🏤                                    | 🏥                                    | 🏦                                    | 🏧                                    | 🏨                                    | 🏩                                    | 🏪                                    | 🏫                                    | 🏬                                    | 🏭                                    | 🏮                                    | 🏯                                    |
| U+1F3Fx | 🏰                                    |                                       |                                       | 🏳️                                    | 🏴                                    | 🏵️                                    |                                       | 🏷️                                    | 🏸                                    | 🏹                                    | 🏺                                    | 🏻                                      | 🏼                                      | 🏽                                      | 🏾                                      | 🏿                                      |
| U+1F40x | 🐀                                    | 🐁                                    | 🐂                                    | 🐃                                    | 🐄                                    | 🐅                                    | 🐆                                    | 🐇                                    | 🐈                                    | 🐉                                    | 🐊                                    | 🐋                                    | 🐌                                    | 🐍                                    | 🐎                                    | 🐏                                    |
| U+1F41x | 🐐                                    | 🐑                                    | 🐒                                    | 🐓                                    | 🐔                                    | 🐕                                    | 🐖                                    | 🐗                                    | 🐘                                    | 🐙                                    | 🐚                                    | 🐛                                    | 🐜                                    | 🐝                                    | 🐞                                    | 🐟                                    |
| U+1F42x | 🐠                                    | 🐡                                    | 🐢                                    | 🐣                                    | 🐤                                    | 🐥                                    | 🐦                                    | 🐧                                    | 🐨                                    | 🐩                                    | 🐪                                    | 🐫                                    | 🐬                                    | 🐭                                    | 🐮                                    | 🐯                                    |
| U+1F43x | 🐰                                    | 🐱                                    | 🐲                                    | 🐳                                    | 🐴                                    | 🐵                                    | 🐶                                    | 🐷                                    | 🐸                                    | 🐹                                    | 🐺                                    | 🐻                                    | 🐼                                    | 🐽                                    | 🐾                                    | 🐿️                                    |
| U+1F44x | 👀                                    | 👁️                                    | 👂                                    | 👃                                    | 👄                                    | 👅                                    | 👆                                    | 👇                                    | 👈                                    | 👉                                    | 👊                                    | 👋                                    | 👌                                    | 👍                                    | 👎                                    | 👏                                    |
| U+1F45x | 👐                                    | 👑                                    | 👒                                    | 👓                                    | 👔                                    | 👕                                    | 👖                                    | 👗                                    | 👘                                    | 👙                                    | 👚                                    | 👛                                    | 👜                                    | 👝                                    | 👞                                    | 👟                                    |
| U+1F46x | 👠                                    | 👡                                    | 👢                                    | 👣                                    | 👤                                    | 👥                                    | 👦                                    | 👧                                    | 👨                                    | 👩                                    | 👪                                    | 👫                                    | 👬                                    | 👭                                    | 👮                                    | 👯                                    |
| U+1F47x | 👰                                    | 👱                                    | 👲                                    | 👳                                    | 👴                                    | 👵                                    | 👶                                    | 👷                                    | 👸                                    | 👹                                    | 👺                                    | 👻                                    | 👼                                    | 👽                                    | 👾                                    | 👿                                    |
| U+1F48x | 💀                                    | 💁                                    | 💂                                    | 💃                                    | 💄                                    | 💅                                    | 💆                                    | 💇                                    | 💈                                    | 💉                                    | 💊                                    | 💋                                    | 💌                                    | 💍                                    | 💎                                    | 💏                                    |
| U+1F49x | 💐                                    | 💑                                    | 💒                                    | 💓                                    | 💔                                    | 💕                                    | 💖                                    | 💗                                    | 💘                                    | 💙                                    | 💚                                    | 💛                                    | 💜                                    | 💝                                    | 💞                                    | 💟                                    |
| U+1F4Ax | 💠                                    | 💡                                    | 💢                                    | 💣                                    | 💤                                    | 💥                                    | 💦                                    | 💧                                    | 💨                                    | 💩                                    | 💪                                    | 💫                                    | 💬                                    | 💭                                    | 💮                                    | 💯                                    |
| U+1F4Bx | 💰                                    | 💱                                    | 💲                                    | 💳                                    | 💴                                    | 💵                                    | 💶                                    | 💷                                    | 💸                                    | 💹                                    | 💺                                    | 💻                                    | 💼                                    | 💽                                    | 💾                                    | 💿                                    |
| U+1F4Cx | 📀                                    | 📁                                    | 📂                                    | 📃                                    | 📄                                    | 📅                                    | 📆                                    | 📇                                    | 📈                                    | 📉                                    | 📊                                    | 📋                                    | 📌                                    | 📍                                    | 📎                                    | 📏                                    |
| U+1F4Dx | 📐                                    | 📑                                    | 📒                                    | 📓                                    | 📔                                    | 📕                                    | 📖                                    | 📗                                    | 📘                                    | 📙                                    | 📚                                    | 📛                                    | 📜                                    | 📝                                    | 📞                                    | 📟                                    |
| U+1F4Ex | 📠                                    | 📡                                    | 📢                                    | 📣                                    | 📤                                    | 📥                                    | 📦                                    | 📧                                    | 📨                                    | 📩                                    | 📪                                    | 📫                                    | 📬                                    | 📭                                    | 📮                                    | 📯                                    |
| U+1F4Fx | 📰                                    | 📱                                    | 📲                                    | 📳                                    | 📴                                    | 📵                                    | 📶                                    | 📷                                    | 📸                                    | 📹                                    | 📺                                    | 📻                                    | 📼                                    | 📽️                                    |                                       | 📿                                    |
| |                                       |                                       |                                       |                                       |                                       |                                       |                                       |                                       |                                       |                                       |                                       |                                       |                                       |                                       |                                       |                                       |
| | 0                                     | 1                                     | 2                                     | 3                                     | 4                                     | 5                                     | 6                                     | 7                                     | 8                                     | 9                                     | A                                     | B                                     | C                                     | D                                     | E                                     | F                                     |
| U+1F50x | 🔀                                    | 🔁                                    | 🔂                                    | 🔃                                    | 🔄                                    | 🔅                                    | 🔆                                    | 🔇                                    | 🔈                                    | 🔉                                    | 🔊                                    | 🔋                                    | 🔌                                    | 🔍                                    | 🔎                                    | 🔏                                    |
| U+1F51x | 🔐                                    | 🔑                                    | 🔒                                    | 🔓                                    | 🔔                                    | 🔕                                    | 🔖                                    | 🔗                                    | 🔘                                    | 🔙                                    | 🔚                                    | 🔛                                    | 🔜                                    | 🔝                                    | 🔞                                    | 🔟                                    |
| U+1F52x | 🔠                                    | 🔡                                    | 🔢                                    | 🔣                                    | 🔤                                    | 🔥                                    | 🔦                                    | 🔧                                    | 🔨                                    | 🔩                                    | 🔪                                    | 🔫                                    | 🔬                                    | 🔭                                    | 🔮                                    | 🔯                                    |
| U+1F53x | 🔰                                    | 🔱                                    | 🔲                                    | 🔳                                    | 🔴                                    | 🔵                                    | 🔶                                    | 🔷                                    | 🔸                                    | 🔹                                    | 🔺                                    | 🔻                                    | 🔼                                    | 🔽                                    |                                       |                                       |
| U+1F54x |                                       |                                       |                                       |                                       |                                       |                                       |                                       |                                       |                                       | 🕉️                                    | 🕊️                                    | 🕋                                    | 🕌                                    | 🕍                                    | 🕎                                    |                                       |
| U+1F55x | 🕐                                    | 🕑                                    | 🕒                                    | 🕓                                    | 🕔                                    | 🕕                                    | 🕖                                    | 🕗                                    | 🕘                                    | 🕙                                    | 🕚                                    | 🕛                                    | 🕜                                    | 🕝                                    | 🕞                                    | 🕟                                    |
| U+1F56x | 🕠                                    | 🕡                                    | 🕢                                    | 🕣                                    | 🕤                                    | 🕥                                    | 🕦                                    | 🕧                                    |                                       |                                       |                                       |                                       |                                       |                                       |                                       | 🕯️                                    |
| U+1F57x | 🕰️                                    |                                       |                                       | 🕳️                                    | 🕴️                                    | 🕵️                                    | 🕶️                                    | 🕷️                                    | 🕸️                                    | 🕹️                                    | 🕺                                    |                                       |                                       |                                       |                                       |                                       |
| U+1F58x |                                       |                                       |                                       |                                       |                                       |                                       |                                       | 🖇️                                    |                                       |                                       | 🖊️                                    | 🖋️                                    | 🖌️                                    | 🖍️                                    |                                       |                                       |
| U+1F59x | 🖐️                                    |                                       |                                       |                                       |                                       | 🖕                                    | 🖖                                    |                                       |                                       |                                       |                                       |                                       |                                       |                                       |                                       |                                       |
| U+1F5Ax |                                       |                                       |                                       |                                       | 🖤                                    | 🖥️                                    |                                       |                                       | 🖨️                                    |                                       |                                       |                                       |                                       |                                       |                                       |                                       |
| U+1F5Bx |                                       | 🖱️                                    | 🖲️                                    |                                       |                                       |                                       |                                       |                                       |                                       |                                       |                                       |                                       | 🖼️                                    |                                       |                                       |                                       |
| U+1F5Cx |                                       |                                       | 🗂️                                    | 🗃️                                    | 🗄️                                    |                                       |                                       |                                       |                                       |                                       |                                       |                                       |                                       |                                       |                                       |                                       |
| U+1F5Dx |                                       | 🗑️                                    | 🗒️                                    | 🗓️                                    |                                       |                                       |                                       |                                       |                                       |                                       |                                       |                                       | 🗜️                                    | 🗝️                                    | 🗞️                                    |                                       |
| U+1F5Ex |                                       | 🗡️                                    |                                       | 🗣️                                    |                                       |                                       |                                       |                                       | 🗨️                                    |                                       |                                       |                                       |                                       |                                       |                                       | 🗯️                                    |
| U+1F5Fx |                                       |                                       |                                       | 🗳️                                    |                                       |                                       |                                       |                                       |                                       |                                       | 🗺️                                    | 🗻                                    | 🗼                                    | 🗽                                    | 🗾                                    | 🗿                                    |
| U+1F60x | 😀                                    | 😁                                    | 😂                                    | 😃                                    | 😄                                    | 😅                                    | 😆                                    | 😇                                    | 😈                                    | 😉                                    | 😊                                    | 😋                                    | 😌                                    | 😍                                    | 😎                                    | 😏                                    |
| U+1F61x | 😐                                    | 😑                                    | 😒                                    | 😓                                    | 😔                                    | 😕                                    | 😖                                    | 😗                                    | 😘                                    | 😙                                    | 😚                                    | 😛                                    | 😜                                    | 😝                                    | 😞                                    | 😟                                    |
| U+1F62x | 😠                                    | 😡                                    | 😢                                    | 😣                                    | 😤                                    | 😥                                    | 😦                                    | 😧                                    | 😨                                    | 😩                                    | 😪                                    | 😫                                    | 😬                                    | 😭                                    | 😮                                    | 😯                                    |
| U+1F63x | 😰                                    | 😱                                    | 😲                                    | 😳                                    | 😴                                    | 😵                                    | 😶                                    | 😷                                    | 😸                                    | 😹                                    | 😺                                    | 😻                                    | 😼                                    | 😽                                    | 😾                                    | 😿                                    |
| U+1F64x | 🙀                                    | 🙁                                    | 🙂                                    | 🙃                                    | 🙄                                    | 🙅                                    | 🙆                                    | 🙇                                    | 🙈                                    | 🙉                                    | 🙊                                    | 🙋                                    | 🙌                                    | 🙍                                    | 🙎                                    | 🙏                                    |
| U+1F68x | 🚀                                    | 🚁                                    | 🚂                                    | 🚃                                    | 🚄                                    | 🚅                                    | 🚆                                    | 🚇                                    | 🚈                                    | 🚉                                    | 🚊                                    | 🚋                                    | 🚌                                    | 🚍                                    | 🚎                                    | 🚏                                    |
| U+1F69x | 🚐                                    | 🚑                                    | 🚒                                    | 🚓                                    | 🚔                                    | 🚕                                    | 🚖                                    | 🚗                                    | 🚘                                    | 🚙                                    | 🚚                                    | 🚛                                    | 🚜                                    | 🚝                                    | 🚞                                    | 🚟                                    |
| U+1F6Ax | 🚠                                    | 🚡                                    | 🚢                                    | 🚣                                    | 🚤                                    | 🚥                                    | 🚦                                    | 🚧                                    | 🚨                                    | 🚩                                    | 🚪                                    | 🚫                                    | 🚬                                    | 🚭                                    | 🚮                                    | 🚯                                    |
| U+1F6Bx | 🚰                                    | 🚱                                    | 🚲                                    | 🚳                                    | 🚴                                    | 🚵                                    | 🚶                                    | 🚷                                    | 🚸                                    | 🚹                                    | 🚺                                    | 🚻                                    | 🚼                                    | 🚽                                    | 🚾                                    | 🚿                                    |
| U+1F6Cx | 🛀                                    | 🛁                                    | 🛂                                    | 🛃                                    | 🛄                                    | 🛅                                    |                                       |                                       |                                       |                                       |                                       | 🛋️                                    | 🛌                                    | 🛍️                                    | 🛎️                                    | 🛏️                                    |
| U+1F6Dx | 🛐                                    | 🛑                                    | 🛒                                    |                                       |                                       | 🛕                                    | 🛖                                    | 🛗                                    |                                       |                                       |                                       |                                       | 🛜                                    | 🛝                                    | 🛞                                    | 🛟                                    |
| U+1F6Ex | 🛠️                                    | 🛡️                                    | 🛢️                                    | 🛣️                                    | 🛤️                                    | 🛥️                                    |                                       |                                       |                                       | 🛩️                                    |                                       | 🛫                                    | 🛬                                    |                                       |                                       |                                       |
| U+1F6Fx | 🛰️                                    |                                       |                                       | 🛳️                                    | 🛴                                    | 🛵                                    | 🛶                                    | 🛷                                    | 🛸                                    | 🛹                                    | 🛺                                    | 🛻                                    | 🛼                                    |                                       |                                       |                                       |
| U+1F7Ex | 🟠                                    | 🟡                                    | 🟢                                    | 🟣                                    | 🟤                                    | 🟥                                    | 🟦                                    | 🟧                                    | 🟨                                    | 🟩                                    | 🟪                                    | 🟫                                    |                                       |                                       |                                       |                                       |
| |                                       |                                       |                                       |                                       |                                       |                                       |                                       |                                       |                                       |                                       |                                       |                                       |                                       |                                       |                                       |                                       |
| | 0                                     | 1                                     | 2                                     | 3                                     | 4                                     | 5                                     | 6                                     | 7                                     | 8                                     | 9                                     | A                                     | B                                     | C                                     | D                                     | E                                     | F                                     |
| U+1F7Fx | 🟰                                    |                                       |                                       |                                       |                                       |                                       |                                       |                                       |                                       |                                       |                                       |                                       |                                       |                                       |                                       |                                       |
| U+1F90x |                                       |                                       |                                       |                                       |                                       |                                       |                                       |                                       |                                       |                                       |                                       |                                       | 🤌                                    | 🤍                                    | 🤎                                    | 🤏                                    |
| U+1F91x | 🤐                                    | 🤑                                    | 🤒                                    | 🤓                                    | 🤔                                    | 🤕                                    | 🤖                                    | 🤗                                    | 🤘                                    | 🤙                                    | 🤚                                    | 🤛                                    | 🤜                                    | 🤝                                    | 🤞                                    | 🤟                                    |
| U+1F92x | 🤠                                    | 🤡                                    | 🤢                                    | 🤣                                    | 🤤                                    | 🤥                                    | 🤦                                    | 🤧                                    | 🤨                                    | 🤩                                    | 🤪                                    | 🤫                                    | 🤬                                    | 🤭                                    | 🤮                                    | 🤯                                    |
| U+1F93x | 🤰                                    | 🤱                                    | 🤲                                    | 🤳                                    | 🤴                                    | 🤵                                    | 🤶                                    | 🤷                                    | 🤸                                    | 🤹                                    | 🤺                                    |                                       | 🤼                                    | 🤽                                    | 🤾                                    | 🤿                                    |
| U+1F94x | 🥀                                    | 🥁                                    | 🥂                                    | 🥃                                    | 🥄                                    | 🥅                                    |                                       | 🥇                                    | 🥈                                    | 🥉                                    | 🥊                                    | 🥋                                    | 🥌                                    | 🥍                                    | 🥎                                    | 🥏                                    |
| U+1F95x | 🥐                                    | 🥑                                    | 🥒                                    | 🥓                                    | 🥔                                    | 🥕                                    | 🥖                                    | 🥗                                    | 🥘                                    | 🥙                                    | 🥚                                    | 🥛                                    | 🥜                                    | 🥝                                    | 🥞                                    | 🥟                                    |
| U+1F96x | 🥠                                    | 🥡                                    | 🥢                                    | 🥣                                    | 🥤                                    | 🥥                                    | 🥦                                    | 🥧                                    | 🥨                                    | 🥩                                    | 🥪                                    | 🥫                                    | 🥬                                    | 🥭                                    | 🥮                                    | 🥯                                    |
| U+1F97x | 🥰                                    | 🥱                                    | 🥲                                    | 🥳                                    | 🥴                                    | 🥵                                    | 🥶                                    | 🥷                                    | 🥸                                    | 🥹                                    | 🥺                                    | 🥻                                    | 🥼                                    | 🥽                                    | 🥾                                    | 🥿                                    |
| U+1F98x | 🦀                                    | 🦁                                    | 🦂                                    | 🦃                                    | 🦄                                    | 🦅                                    | 🦆                                    | 🦇                                    | 🦈                                    | 🦉                                    | 🦊                                    | 🦋                                    | 🦌                                    | 🦍                                    | 🦎                                    | 🦏                                    |
| U+1F99x | 🦐                                    | 🦑                                    | 🦒                                    | 🦓                                    | 🦔                                    | 🦕                                    | 🦖                                    | 🦗                                    | 🦘                                    | 🦙                                    | 🦚                                    | 🦛                                    | 🦜                                    | 🦝                                    | 🦞                                    | 🦟                                    |
| U+1F9Ax | 🦠                                    | 🦡                                    | 🦢                                    | 🦣                                    | 🦤                                    | 🦥                                    | 🦦                                    | 🦧                                    | 🦨                                    | 🦩                                    | 🦪                                    | 🦫                                    | 🦬                                    | 🦭                                    | 🦮                                    | 🦯                                    |
| U+1F9Bx | 🦰                                    | 🦱                                    | 🦲                                    | 🦳                                    | 🦴                                    | 🦵                                    | 🦶                                    | 🦷                                    | 🦸                                    | 🦹                                    | 🦺                                    | 🦻                                    | 🦼                                    | 🦽                                    | 🦾                                    | 🦿                                    |
| U+1F9Cx | 🧀                                    | 🧁                                    | 🧂                                    | 🧃                                    | 🧄                                    | 🧅                                    | 🧆                                    | 🧇                                    | 🧈                                    | 🧉                                    | 🧊                                    | 🧋                                    | 🧌                                    | 🧍                                    | 🧎                                    | 🧏                                    |
| U+1F9Dx | 🧐                                    | 🧑                                    | 🧒                                    | 🧓                                    | 🧔                                    | 🧕                                    | 🧖                                    | 🧗                                    | 🧘                                    | 🧙                                    | 🧚                                    | 🧛                                    | 🧜                                    | 🧝                                    | 🧞                                    | 🧟                                    |
| U+1F9Ex | 🧠                                    | 🧡                                    | 🧢                                    | 🧣                                    | 🧤                                    | 🧥                                    | 🧦                                    | 🧧                                    | 🧨                                    | 🧩                                    | 🧪                                    | 🧫                                    | 🧬                                    | 🧭                                    | 🧮                                    | 🧯                                    |
| U+1F9Fx | 🧰                                    | 🧱                                    | 🧲                                    | 🧳                                    | 🧴                                    | 🧵                                    | 🧶                                    | 🧷                                    | 🧸                                    | 🧹                                    | 🧺                                    | 🧻                                    | 🧼                                    | 🧽                                    | 🧾                                    | 🧿                                    |
| U+1FA7x | 🩰                                    | 🩱                                    | 🩲                                    | 🩳                                    | 🩴                                    | 🩵                                    | 🩶                                    | 🩷                                    | 🩸                                    | 🩹                                    | 🩺                                    | 🩻                                    | 🩼                                    |                                       |                                       |                                       |
| U+1FA8x | 🪀                                    | 🪁                                    | 🪂                                    | 🪃                                    | 🪄                                    | 🪅                                    | 🪆                                    | 🪇                                    | 🪈                                    | 🪉                                     |                                       |                                       |                                       |                                       |                                       | 🪏                                     |
| U+1FA9x | 🪐                                    | 🪑                                    | 🪒                                    | 🪓                                    | 🪔                                    | 🪕                                    | 🪖                                    | 🪗                                    | 🪘                                    | 🪙                                    | 🪚                                    | 🪛                                    | 🪜                                    | 🪝                                    | 🪞                                    | 🪟                                    |
| U+1FAAx | 🪠                                    | 🪡                                    | 🪢                                    | 🪣                                    | 🪤                                    | 🪥                                    | 🪦                                    | 🪧                                    | 🪨                                    | 🪩                                    | 🪪                                    | 🪫                                    | 🪬                                    | 🪭                                    | 🪮                                    | 🪯                                    |
| U+1FABx | 🪰                                    | 🪱                                    | 🪲                                    | 🪳                                    | 🪴                                    | 🪵                                    | 🪶                                    | 🪷                                    | 🪸                                    | 🪹                                    | 🪺                                    | 🪻                                    | 🪼                                    | 🪽                                    | 🪾                                     | 🪿                                    |
| U+1FACx | 🫀                                    | 🫁                                    | 🫂                                    | 🫃                                    | 🫄                                    | 🫅                                    | 🫆                                     |                                       |                                       |                                       |                                       |                                       |                                       |                                       | 🫎                                    | 🫏                                    |
| U+1FADx | 🫐                                    | 🫑                                    | 🫒                                    | 🫓                                    | 🫔                                    | 🫕                                    | 🫖                                    | 🫗                                    | 🫘                                    | 🫙                                    | 🫚                                    | 🫛                                    | 🫜                                     |                                       |                                       | 🫟                                     |
| U+1FAEx | 🫠                                    | 🫡                                    | 🫢                                    | 🫣                                    | 🫤                                    | 🫥                                    | 🫦                                    | 🫧                                    | 🫨                                    | 🫩                                     |                                       |                                       |                                       |                                       |                                       |                                       |
| U+1FAFx | 🫰                                    | 🫱                                    | 🫲                                    | 🫳                                    | 🫴                                    | 🫵                                    | 🫶                                    | 🫷                                    | 🫸                                    |                                       |                                       |                                       |                                       |                                       |                                       |                                       |
| | 0                                     | 1                                     | 2                                     | 3                                     | 4                                     | 5                                     | 6                                     | 7                                     | 8                                     | 9                                     | A                                     | B                                     | C                                     | D                                     | E                                     | F                                     |
| Notes 1.^ 유니코드 버전 16.0 기준 2.^ 회색 영역은 이모지가 아니거나 할당되지 않은 코드 포인트를 나타냄 3.^ “UTR #51: Unicode Emoji”. Unicode Consortium. 4.^ “UCD: Emoji Data for UTR #51”. Unicode Consortium. 2024년 5월 1일. |                                       |                                       |                                       |                                       |                                       |                                       |                                       |                                       |                                       |                                       |                                       |                                       |                                       |                                       |                                       |                                       |

## 주해
1. ↑  ARIB(ARIB SJIS 0xEECE)[70]와 JCarrier(SoftBank SJIS 0xF7DA, au SJIS 0xF74A)[71] 소스에도 포함됨.
2. ↑  구형 au 기기들은 모든 황도대 기호를 그림으로 표현하였으며, 예를 들어 물고기자리 기호(♓️)를 물고기(🐟)로 표시하였다. 이후 기기들은 다른 제조사들과의 일관성을 위해 이러한 표현을 기호로 변경하였다.[75]

## 같이 보기
- 딩뱃
- 스마일리